# Walter Rauschenbusch
Walter Rauschenbusch (Rochester (Nova Iorque); 4 de outubro de 1861-25 de julho de 1918) foi um pastor batista e escritor estadunidense, é principal líder do evangelho social.

## Biografia
Rauschenbusch nasceu em Rochester (Nova Iorque) em 4 de outubro de 1861, filho de um pastor alemão. Após o colegial, ele foi estudar em um ginásio (equivalente a uma escola preparatória) em Gütersloh, na Alemanha. Depois disso, ele voltou para os Estados Unidos e estudou na Universidade de Rochester onde obteve um Bachelor of Arts em 1884. Em seguida, ele estudou teologia no Rochester Theological Seminary dos American Baptist Churches USA e obteve um Bachelor of Divinity em 1886.

### Ministério
Rauschenbusch iniciou seu pastorado na Segunda Igreja Batista Alemã em Nova York, no bairro de Hell's Kitchen em 1 junho de 1886. A pobreza urbana e o funeral das crianças o levaram ao ativismo social. 
Segundo ele, os cristãos precisavam fazer reformas sociais enquanto esperavam a volta de Cristo, por causa das injustiças. Ele não acreditava que a perfeição fosse alcançável no mundo atual, mas a via como uma meta válida. Para ele, a Igreja teve um papel essencial na luta contra as injustiças sistêmicas entre todos os grupos e para cada pessoa. Ele formou a associação cristã não-denominacional Irmandade do Reino em 1892. Pastores e líderes se unirão à organização para debater e implementar o evangelho social.
Entre 1889-1891 operou um periódico para atingir as classes trabalhadoras e auxiliar na formação de um programa socialista cristão. Interrompeu o periódico para realizar um ano de estudos na Alemanha, durante o qual visitou a Inglaterra e se interessou pelo socialismo fabiano.
Em 1897, Rauschenbusch começou a ensinar o Novo Testamento no Seminário Teológico de Rochester e em 1902 se tornou professor de história da Igreja.
Em 1907, ele publicou o livro O Cristianismo e a Crise Social (Christianity and the Social Crisis), que influenciará as ações de vários atores do evangelho social. 
Em 1917, a publicação do livro Uma Teologia para o Evangelho Social (A Theology for the Social Gospel) reunirá a causa do Evangelho social muitas igrejas protestantes liberais. Neste livro, ele explica que os cristãos devem ser como o Todo-Poderoso que se tornou homem em Jesus Cristo, que estava em pé de igualdade com todos e considerava as pessoas como um sujeito de amor e serviço. 
Nos onze anos passados na Hell's Kitchen, Rauschenbusch concluiu que o pior abuso do sistema capitalista era a crise espiritual causada pela distribuição desigual da riqueza. 
Foi avô do filósofo Richard Rorty.

## Influência
A concepção de Evangelho social de Martin Luther King foi profundamente influenciada por O Cristianismo e a Crise Social (Christianity and the Social Crisis, 1907) por Walter Rauschenbusch. 